# ×Achimenantha naegelioides
Genre
Espèce
Synonymes
- Plectopoma naegeloides Van Houtte[1]
- Plectopoma ×naegeloides Van Houtte[2]

×Achimenantha naegelioides est une espèce de plantes à fleurs de la famille des Gesneriaceae. C'est l'unique espèce du genre monotypique ×Achimenantha.

## Taxonomie
Achimenantha naegelioides a été décrite par (Van Houtte) H.e.moore et publiée dans Baileya  19: 36. 1973.
Synonymie
- Plectopoma ×naegeloides Van Houtte[3],[4]